# Srednje šole za odrasle
Srednje šole za odrasle so orodje za vključevanje posameznikov v družbo ter spodbujanje osebnega razvoja. Gre za priložnost za dvig izobrazbene ravni, pridobivanje novih kvalifikacij in razvoj kompetenc, ki so ključne za uspeh na sodobnem trgu dela. Odrasli odločajo za študij po javnoveljavnih programih, ki obsegajo tako poklicno in strokovno izobraževanje kot tudi splošno in strokovno gimnazijo. Po uspešnem zaključku teh programov prejmejo udeleženci uradno priznano izobrazbo. Zakoni in predpisi, ki urejajo redno srednješolsko izobraževanje, določajo tudi pogoje in pravila za izvedbo izrednega izobraževanja.

### Način dela
Pri izvajanju javnoveljavnih programov na srednješolski ravni preko izrednega izobraževanja se zagotavlja visok standard znanja, ki je enakovreden tistemu v rednem izobraževanju. Kljub temu se prilagodi organizacija, urnik, način preverjanja in ocenjevanja ter napredovanje, da ustreza potrebam odraslih. Srednje šole za odrasle izvajajo različni izobraževalni zavodi, vključno s šolami, javnimi organizacijami za izobraževanje odraslih ter zasebnimi organizacijami, ki so pravno registrirane za izvajanje javnoveljavnih programov. To področje nadzoruje in regulira Ministrstvo za vzgojo in izobraževanje.

### Pogoji
Odrasli lahko obiskujejo srednje šole za odrasle, če izpolnjujejo zahteve glede izobrazbe. V okviru poklicnega in strokovnega izobraževanja se lahko upošteva tudi neformalno pridobljeno znanje, ki ga je mogoče dokazati z ustrezno preizkusom.

### Vpis
Vpis v izredno izobraževanje se izvaja preko razpisov prostih mest v programih, ki jih objavijo izvajalci izrednega izobraževanja za vsako šolsko leto. Preden lahko izvajalci določijo število mest v programih za prihajajoče šolsko leto, morajo pridobiti soglasje ministra za izobraževanje. Ta postopek in odobritev so objavljeni na spletni strani Ministrstva za vzgojo in izobraževanje. V okviru poklicnega in strokovnega izobraževanja za odrasle sodelujejo zaposleni ali osebe s statusom brezposelnega. Prav tako lahko poklicne in strokovne srednje šole za odrasle obiskujejo posamezniki, ki so starejši od 16 let in so izgubili status dijaka. Odrasli se lahko vpišejo v programe gimnazije, če so zaposleni, brezposelni ali če so izgubili status dijaka ter so starejši od 18 let.